# Берикуль (озеро)
Берикуль — озеро в Качугском районе Иркутской области.

## Географическое положение
Озеро расположено в междуречье рек Сухая Речка и Гульма в 18 километрах к северо-востоку от Верхоленска.

## Топонимика
Известный топонимист Матвей Мельхеев объяснял топоним Берикуль сложением двух слов: эвенкийского бира — «река» и общетюркского куль (кёль) — «озеро».
Краевед из Якутии Борис Чарпыков, усомнился в вероятности образования топонима путём сложения слов из различных языковых семейств, а также указал на общую нелогичность перевода как «река-озеро». Краевед выявил тюркское происхождение топонима через якутские слова: бөрө — «волк» и күөл — «озеро», то есть — «волчье озеро».
Журналист и краевед из Иркутска Геннадий Бутаков выделил тюркское происхождение названия через якутские слова: якут. бииргэ — «вместе» и күөл — «озеро», то есть «озеро, прилегающее к более крупному озеру», что соответствует физико-географическим характеристикам водоёма. Однако Бутаков считал эту версию вторичной и склонялся к кетскому происхождению со значением «труднодоступная вода».
Местные жители объясняют название просто как бери куль [рыбы], дескать, рыба водится в озере в больших количествах.

## Географические характеристики
Площадь озера составляет 0,7 км², площадь водосбора — 14,5 км². Высота над уровнем моря 817 м. Озеро окружено тайгой, берега заболоченные.

### Притоки и вытекающие реки
Озеро сточное, из него вытекают реки Сухая Речка и Гульма.

## Данные водного реестра
По данным государственного водного реестра России озеро относится к Ленскому бассейновому округу, водохозяйственный участок — Лена от истока до г. Усть-Кут. Речной бассейн — Лена.
Код объекта в государственном водном реестре — 18030000111117100000029.